# 高貴な野蛮人

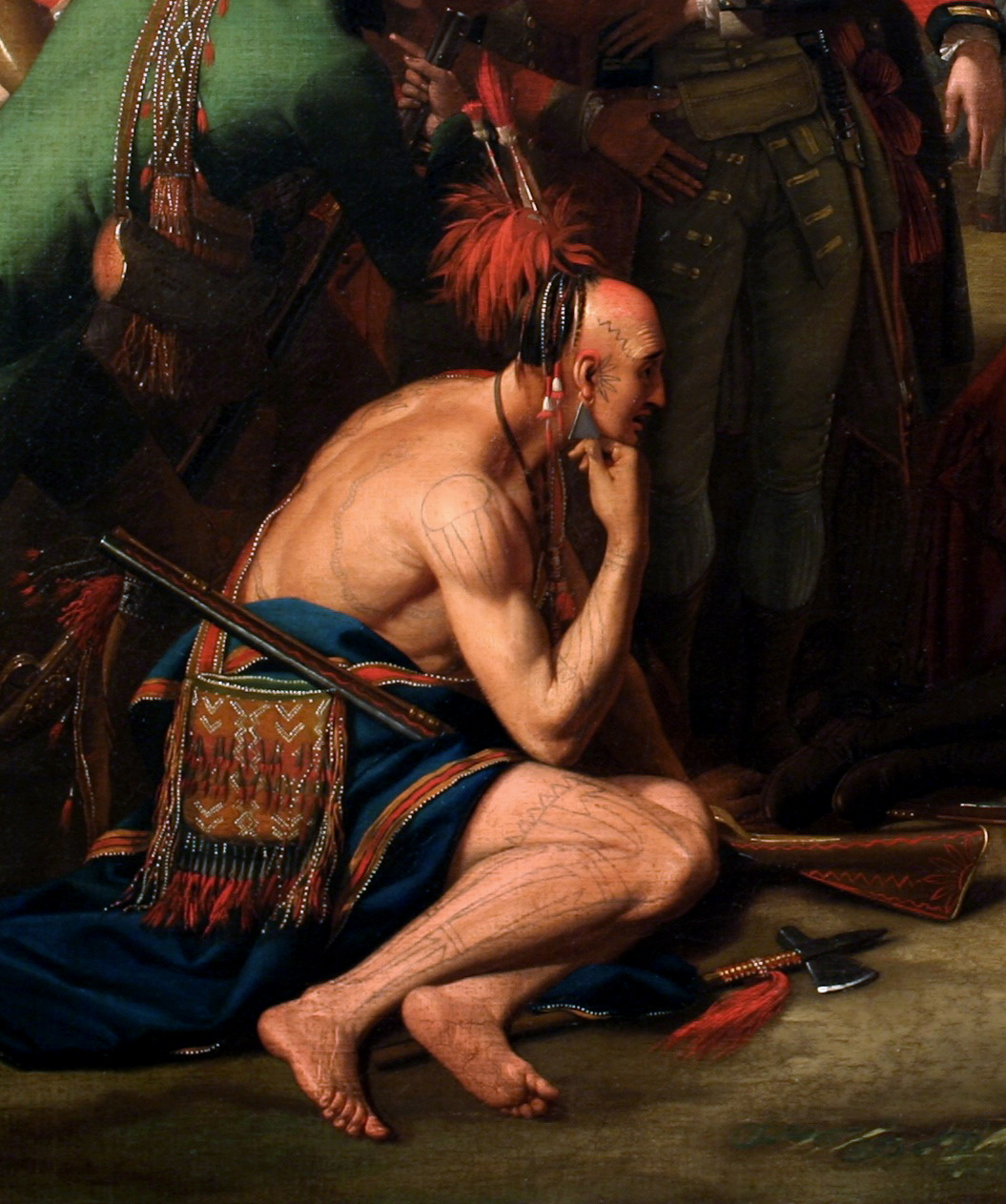
ベンジャミン・ウェストによる新古典主義的歴史画『ウルフ将軍の死』(1771年)には、理想化されたアメリカインディアンの姿が描かれている。

高貴な野蛮人（こうきなやばんじん、noble savage）とは、創作物におけるストックキャラクターで、先住民、アウトサイダー、未開人、（哲学的な意味での）他者、といったものの概念を具現化したものである。

## 解説
彼らは文明に汚染されておらず、従って人間の本来の美徳を象徴する。様々なフィクション作品や哲学書に登場することに加えて、そのステレオタイプな偏見は初期の人類学の研究においても多用されていた。
このフレーズは、英語においては17世紀にジョン・ドライデンが執筆した英雄劇『グラナダの征服(en:The Conquest of Granada)』（1672年）で初めて登場した。「Savage（野蛮）」という単語は当時、「野生の獣」と言う意味だけでなく「未開の人間」と言う意味でもあったが、後に18世紀の感情主義の影響もあって「自然の中の紳士」という理想化されたイメージと同一視されるようになった。1851年、イギリスの小説家チャールズ・ディケンズが風刺的なエッセイのタイトルとして「高貴な野蛮人」の語句を皮肉的に使用したことにより、以後このフレーズは撞着語法（矛盾語法、互いに矛盾する2つの語句をくっつけた語法）を用いた修辞的な表現として広く知られるようになった。ディケンズは、18世紀から19世紀初期にかけての浪漫的原始主義において、「女性的」な感傷性と彼が考えたものから縁を切りたいと思っていたのだろう、と言う説がある。
「人間は本質的には善である」と言う考えは、イギリスの立憲君主制の確立期においてホイッグ党の支持者であった第3代シャフツベリ伯爵（アントニー・アシュリー＝クーパー）が元祖であるとしばしばみなされている。シャフツベリ伯爵は彼の著書『美徳についての考察』（1699年）において、人間の道徳感は特定の宗教による教化の結果として生じたものではなく、自然発生的で、先天的で、感情に基づいたものであると仮定していた（道徳感覚学派）。シャフツベリーは、トマス・ホッブズがその著書『リヴァイアサン』の第13章において行った絶対中央集権制の正当化（この中でホッブスは、自然状態とは「万人の万人に対する闘争」であり、その状態における人間の生命は「孤独で、貧乏で、不愉快で、下賤で、短い」と語っているのは有名である）に対して反対した。ホッブズはさらに、そのような状態で生活している現代人の例としてアメリカン・インディアンを挙げた。著作家は古来より、その時代の基準で「文明」とみなしうる範囲の枠外の環境において生活している人々を描写してきたが、「自然状態」という用語を発明したのはホッブスであると考えられている。哲学者のロス・ハリソンは「ホッブズがこの便利な用語を発明したようだ」と書いている。
なお「高貴な野蛮人」と言う用語はジャン・ジャック・ルソーが使った(フランス語のbon sauvage)としばしば信じられているが、これは事実に反する。しかし、後に「高貴な野蛮人」と言う用語で表現されるようになる類型的なキャラクターは、少なくとも16世紀のジャック・カルティエ（ケベックを植民地化した人物。イロコイ族について語ったもの）およびミシェル・ド・モンテーニュ（哲学者。トゥピナンバ族について語ったもの）の時点で既にフランス文学に登場している。 

## 「高貴な野蛮人」の前史

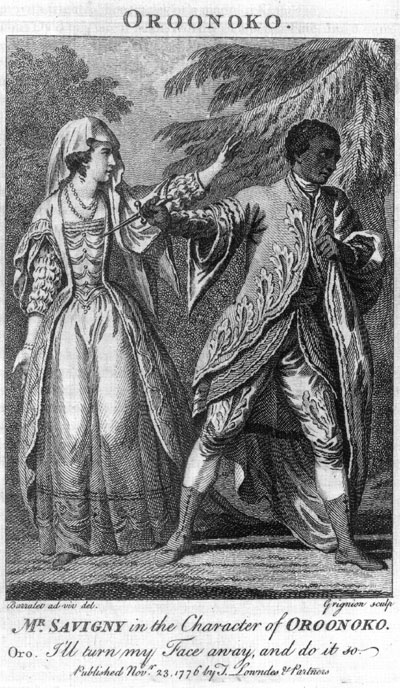
1776年に上演されたトーマス・サザーンの演劇『オルノーコ』より、オルノーコがイモインダを殺害するシーン。

近代的な意味での「高貴な野蛮人」と言う概念は、17世紀から18世紀にかけてのヨーロッパ紀行文学において発生したが、タキトゥスが西暦98年頃に記した『ゲルマニア』はその先駆例だと考えられている。「高貴な野蛮人」と言う概念の原点として他に挙げられるのが、「イスラエルの失われた10支族」伝説と「プレスター・ジョン」伝説で、彼らは太古の昔において西洋人と宗教的な縁戚関係にあり、植民地に所在する先住民の中から彼らを見つけ出すことが、殖民地調査の目的の一つとしてあった。「高貴な野蛮人」として扱われる別の例として、モンゴル帝国の皇帝（大ハーン）が挙げられる。
ヨーロッパ人によるアメリカ大陸の発見以降、先住民を指して言う「野蛮人」との言葉は、植民地主義を正当化するために軽蔑的に使用された。「野蛮」の概念は、先住民が既に実用的な社会を構築しているという可能性を考慮せずに一方的に植民地を設置するための、かりそめの権利をヨーロッパ人に与えた。
16世紀末から17世紀にかけて、ヨーロッパ人がフランス宗教戦争（ユグノー戦争）と三十年戦争の苦難に包まれる中で、「野蛮人」の姿がヨーロッパ文明に対する非難として立ち上がってくるようになり、この存在は次第に「良き野蛮人」と綴られるようになる。ミシェル・ド・モンテーニュは、彼の有名なエッセイ『Of Cannibals（人食い人種について）』（1580年）において、ブラジルのトゥピナンバ族が名誉の問題によって死んだ敵の遺体を儀礼的に食べていると報告した。しかしまたモンテーニュは（彼自身はカトリック教徒だったが）、ヨーロッパ人が宗教的な見解の相違の問題によって互いに生きたまま火あぶりに処しあうことを仄めかし、ヨーロッパ人の振る舞いはもっと野蛮ですらあることを、読者に思い起こさせた。曰く「人は、見慣れない物は何でも『野蛮』と呼ぶ」。 テレンス・ケイブ（イギリスの文学者）の解説によると、 
『人食い人種について』では、モンテーニュは風刺目的で文化相対主義（ただし道徳的相対主義ではない）を使用していた。原住民の人食いは高貴でも並外れて優れているわけでもなかったが、同時にまた、彼らは同時代の16世紀のヨーロッパ人より道徳的に劣ることが示唆されていたわけでも無かった。古典的人道主義者と評されるモンテーニュは、「一般的に人類は、たとえ風習は異なっても、さまざまな形をとって残虐行為をしがちである」と描写しており、そしてそのような人類の特質をモンテーニュは嫌っていた。デビッド・エル・ケンツ（フランスの研究者）の解説によると、 
スペイン人コンキスタドールによる先住民族の扱いも、多くの罪の意識と逆非難を生み出した。コンキスタドールの暴虐を目撃したスペインの司祭バルトロメ・デ・ラス・カサスは、アメリカ先住民族の単純な生活を理想化した最初の人物であった可能性がある。ラス・カサスらは先住民族を観察して、その単純な作法を賞賛し、特にバリャドリッド論争の過程で、彼らは嘘をつくことができなかったと報告した。 
植民地主義を巡ってのヨーロッパ人の苦悩は、西インド諸島のスリナムにおける奴隷反乱を扱ったアフラ・ベーンの小説『オルノーコ』（1688年）のような、フィクション作品における処遇に現れている。ベーンの物語は基本的に奴隷制に対する抗議ではなく、むしろお金儲けのために書かれたもので、ヨーロッパのロマンス小説のお約束に従うことで読者の期待に応えたものであった。反乱の指導者オルノーコは、世襲のアフリカの王子であり、遥かなるアフリカの故郷を哀悼するにあたって古典的黄金時代を語る際の伝統的な表現を用いているという点で本物の貴人である。彼は野蛮ではないが、ヨーロッパの貴族のような服を着て、ヨーロッパの貴族のようにふるまう。ベンの物語は、感傷的な側面を強調したアイルランドの劇作家トーマス・サザーンによって舞台化され、時が経つにつれて、奴隷制度と植民地主義の問題を扱った作品と見なされるようになり、18世紀を通じて大きな人気を維持した。

## 「高貴な野蛮人」という用語の起源

Savages appearing as Supporters on the Royal coat of arms of Denmark. The woodwoses (vildmænd - the Danish word means "wild men", but the monarchy's official webpage use the term "savages") can be traced back to the early reign of the Oldenburg dynasty (Seal of Christian I (1449)). Similar supporters were used in the former arms of Prussia.

英語における「高貴な野蛮人（Noble Savage）」の語の初出は、ジョン・ドライデンの英雄劇『グラナダの征服』（1672年）である。
自然が初めて生み出した人間のように、私は自由だ、

服従の法が始まる前、

野生の森に高貴な野蛮（noble savage）が走り回っていた頃。
ドライデンの戯曲で上記のセリフを言う主人公は、このシーンでは「自分は王子の臣下ではないが故に、王子を死に至らしめる権利を持つことを拒否する」と言う意味のことを言っている。ウォルター・スコットはこれらの詩行を『モントローズの伝説』（1819年）第22章の見出しとして引用した。なお、ここでいう「Savage」は「野蛮」というより「野獣」という意味で捉えたほうがよいため、この詩文における「noble savage」という語句は、「他の野獣や人間らを超越した野獣」を意味する詩的表現だと考えるべきである。 
音楽民族学者の Ter Ellingsonは、ドライデンはフランス人探検家マーク・レスカーボットが1609年に記したカナダ旅行記から「高貴な野蛮」という表現を見つけ出したと考えている。その本には「The Savages is Truly Noble」と言う皮肉的な見出しの章があり、その意味を簡単に言うと「彼らは狩猟の権利を享受していた、フランスではその特権は世襲の貴族だけに与えられていたのに」と言うものである。レスカーボットが狩猟という貴族の娯楽に対するモンテーニュの批判を知っていたかどうかは不明であるが、一部の研究者はレスカーボットがモンテーニュに詳しかったと考えている。レスカーボットがモンテーニュに精通していたかどうかについては、Ter Ellingsonの著作『The Myth of the Noble Savage』において検討されている。
ドライデンの時代において、「savage」という言葉に現在のような野蛮な意味が含まれているとは限らなかった。そうではなく、形容詞として、例えば「野生の花」などと言う場合に、「wild（野生）」と同じ意味で使われた場合もある。したがって、ドライデンの1697年の著作から引用すると「the savage cherry grows（野生の桜が成長する）」
オードリー・スメドレー（アメリカの学者）の説によると、「英国における「野蛮人」の概念は、領土拡張主義におけるアイルランド人の牧畜民との対立に依拠しており、そしてより広い視点で見た場合には、ヨーロッパ大陸から隔絶されていることによる、近隣のヨーロッパ諸人種に対する侮蔑に依拠していました」。そしてエリンソンは「民族誌的な文献を当たれば、そのような論点を支持する気持ちがかなり大きくなるでしょう」とする
英語で「高貴な野蛮人（noble savage）」と呼ばれているストックキャラクターは、フランス語においては単に「le bon sauvage」、すなわち「良き未開人」であり、英語のような矛盾語法的な語感はない。「le bon sauvage」の語を生み出したのはモンテーニュであると一般に信じられており、特に彼の『随想録』（1580）に収録された『Of Coaches（鍛練について）』および『Of Cannibals（人食い人種について）』（1580年）に由来するという伝説がある。「自然の中の紳士」として理想化されて描写されるこのキャラクターは、例えば「善良な乳搾り女」、「主人より賢い召し使い」（サンチョ・パンサやフィガロを筆頭に、フィクション作品の中に無数にある）、などと同じく、「卑しい人物が高い徳を備えている」という普遍的なテーマのストックキャラクターであり、これは18世紀に隆盛した感傷主義の一つの表れであった。特に演劇において、道徳的な真実を表現するためにこのようなストックキャラクターを使用することは古典時代に由来し、テオプラストスの『人さまざま』にまでさかのぼることができるが、古典時代にキャラクター類型を描いた有名な作品である『人さまざま』はジャン・ド・ラ・ブリュイエールによって17世紀当時の現代フランス語に翻訳され、17世紀から18世紀にかけて大いにもてはやされた。この流れは19世紀の写実主義（リアリズム）芸術運動の出現によって途絶えることとなるが、冒険小説、西部劇、そしてSF小説などの特定のジャンルにおいてはかなり長く続いた。「自然の中の紳士」と言う存在はこれらの小説の中で、ヨーロッパ人の血を引くのか異国の人間なのかはともかくとして、「賢きエジプト人」、「ペルシア人」、「謎の中国人」などと言った登場人物たちに交じって登場する。「しかし今や、『良き未開人』の傍で、『賢きエジプト人』がおのれの立場を主張しています。」これらのキャラクター類型のいくつかについては、ポール・アザールの『ヨーロッパ精神の危機』において論じられている。
『ギルガメッシュ叙事詩』においても、動物と一緒に暮らす野生だが善良な男、エンキドゥが登場し、『良き未開人』のキャラクターはこの時代から常に存在した。もう1つの例としては、無知だが高貴な中世の騎士、パルジファルが挙げられる。聖書に登場する羊飼いの少年ダビデはこのカテゴリーに入る。社会から隔絶した者と美徳の関連、とりわけ都会から隔絶した者と美徳の関連は、宗教文学ではおなじみのテーマであった。 
12世紀のアンダルス出身のイブン・トゥファイルが記したイスラーム哲学小説（もしくは思考実験） 「ヤクザーンの子ハイイ」は、宗教と世俗の分水嶺に跨っている。この哲学小説はニューイングランドの清教徒神学者、コットン・マザーに知られていたという点で興味深いものである。この哲学小説は1686年および1708年に（ラテン語から）英語に翻訳されたものであるが、これはインド洋の無人島でカモシカによって人間との接触なしに育てられた野生児ハイイの物語である。 ハイイは自身の理性の利用のみを通じて、人間社会に現れる前にその知識の全ての段階を通過し、その時点で彼は自然神学の信仰者であることが明らかになる。この自然神学とは、キリスト教神学者としてのコットン・マザーが原始キリスト教と同一視したものである。ヘイイの造形は「自然の人間」かつ「賢きペルシア人」でもあるが、高貴な野蛮人ではない。
以下の一節は、アレキサンダー・ポープの『人間論』（1734年）の有名な言葉で、18世紀のアメリカインディアンを描写したものである。 
見よ、貧しきインディアンを！無知なる精神は

雲間に神を見、あるいは風の中に声を聞く。

彼の心より誇る科学は、太陽の運行の遠さ、

天の川の遠さを決して教えず。

然れどもただ、彼の頼む自然は、雲の被さる丘の裏側、

慎ましき天国を与えたり。

木々に囲まるる安全な世界、

汚水に浮かぶ幸せな島、

奴隷が再び自らの故国を見る場所、

彼らを苦しめる悪魔はおらぬ、金に渇えたクリスチャンもおらぬ！

彼の自然の欲求が満たさるるように。

彼は天使の羽根を求めず、熾天使の火を求めず、

されど、同じ天に入ることを求む、

彼の忠実なる犬に伴われて。
上記の詩を1734年に書いたポープにとって、インディアンと言うものは純粋に抽象的な存在であった。「貧しい（poor）」とは、無学かつキリスト教を知らない存在としてのインディアンの姿を言い表したものであるが、同時に、自然の近くに住んでいるが故に幸せであるインディアンの姿を皮肉的に示したものであった。この物の見方は、「人はどこに居る人でもいつ何時でも悔い改めなければならない」（使徒行伝 17章30節に由来）という典型的な啓蒙時代の思想を反映していると同時に、自然神学における理神論の思想をも反映していた（ポープとドライデンはともにカトリックだった）。ポープの「Lo the Poor Indian」というフレーズは、Drydenの「高貴な野蛮人」と同じくらい有名になり、そして19世紀に入り、より多くの人々がインディアンと接して直接的な知識を持ち、さらに紛争を起こすようになると、同様の皮肉的な効果を狙って嘲笑的に使われるようになった。

## 浪漫的原始主義の特徴
フェネロンが上で列挙したような純正な人間の特質（おそらく隣人愛を除いて）は、紀元前1世紀のタキトゥスの著書『ゲルマニア』においては、弱められローマ化されたガリアとは対照的なものとして、野蛮人のゲルマン人に帰されていた。タキトゥスは自身のルーツから抜け出すため、自身のローマ的文化を批判していたのだろうと考えられている。タキトゥスの描写するゲルマン人は「黄金時代」の安寧に生きてはいなかったが、頑強で困難に耐え、この特質は文明生活の退廃的な弱さよりも好ましいとタキトゥスは考えていた。古代においてこのような形の「ハードな原始主義」は、賞賛するにせよ嘆かわしく思うにせよ（どちらも一般的な態度であった）、失われた黄金時代の安寧と豊穣というビジョンにおいて、「ソフトな原始主義」の修辞学的な対照として併存していた。
美術史家のエルヴィン・パノフスキーは次のように解説している。
18世紀、原始主義に関する議論は、スコットランドの人々の例を中心とするものが、アメリカインディアンに関するものと同じくらい頻繁に行われた。ハイランダーの失礼な態度はしばしば軽蔑されたが、彼らのタフさは、スパルタ人とゲルマン人が古代に行った物と同じく、「ハード」な原始主義者の間でいささかの称賛を呼び起こした。スコットランドのある作家は、ハイランドの地方民を次のように説明している。

## トマス・ホッブズの説に対する反応
1651年、絶対君主制を正当化するトマス・ホッブズの『リヴァイアサン』（または「コモンウェルス」）が出版されると、「ソフト」および「ハード」な原始主義に関する議論が激化した。 「ハードな原始主義者」であるホッブズは、自然状態における人間の人生は「孤独で、貧乏で、不愉快で、下賤で、短い」、つまり「万人の万人に対する闘争」であると断言した。
彼自身が生きた当時の現代と前世紀におけるヨーロッパ宗教戦争への反応として、彼は王の絶対支配こそが唯一の可能な選択肢であり、さもなくば暴力と内戦による混乱が避けられないと主張した。ホッブズによるハードな原始主義は、ソフトな原始主義の伝統と同じくらい由緒があるかもしれないが、彼の使い方は新しいものだった。ホッブズは、国家が社会契約に基づいて設立され、その契約においては完全降伏者から絶対統治者に平和と安全が提供される見返りとして人は自主的に自由を放棄するとしたが、彼はハードな原始主義を使用することで、絶対統治者の正統性は神からではなく社会契約から生じたと主張した。
自然状態における人間の堕落というホッブズの見解は、絶対政府に反対する人々の間に激しい反対意見を引き起こした。 17世紀の最後の10年間で最も影響力と有効性のあった彼の対戦相手は、第3代シャフツベリ伯爵であった。シャフツベリーは、ホッブズとは対照的に、自然状態にある人間は善も悪もないが、同情の感情に基づく道徳的感覚を持ち、この感情が人間の善と慈悲の根源であり基礎であると反論した。
彼の同時代の人々（彼らの全てはリティウス、キケロ、ホラティウスなどの古典的な作家の書を読んで教育を受けた）と同様、シャフツベリーは古典時代の生活のシンプルさを賞賛した。彼は作家志望の人々に、「野蛮に過ぎない人々の間でよく見られる、単純な礼儀と無邪気なふるまいを探せ。それらは我々の通商活動によって損なわれたのだ」(Advice to an Author, Part III.iii)と促した。
自然状態における人間の堕落と言う説に対するシャフツベリーの否定意見は、当時人気があったアイルランドのエッセイスト、リチャード・スティール（1672–1729）のような同時代人によって取り上げられた。シャフツベリーとその支持者の影響を受けた18世紀の読者、特にイングランドの読者は、シャフツベリーの同情と慈悲の概念を中心として発達した感性を信奉することに夢中となった。 
一方、フランスでは、政府や教会の権威を批判した人々が裁判や上訴の見込みもなく投獄される危険性があったため、検閲を回避しながらルイ14世およびルイ15世の抑圧的な統治に抗議する主要な方法として原始主義が使用された。例えば、18世紀の初めのフランスの旅行作家であるラホンタン男爵（en:Louis-Armand de Lom d'Arce de Lahontan, Baron de Lahontan）は、実際にワイアンドット族（ヒューロン・インディアン）と同じ所で一緒に生活していたが、潜在的にそのような危険性のある急進的な理神論と平等主義者に関する議論を、カナディアン・インディであるアダリオの口から語らせている。アダリオこそは、おそらく「良き」野蛮人（もしくは「高貴な」野蛮人）の中で最も印象的かつ重要な人物であり、本項の読者諸君が今や理解しているように、そうあるべくして歴史の舞台に登場せしめられたのである。
オランダで出版されたラホンタン男爵の著作は、既存の宗教と社会的慣習に対する攻撃が物議を醸したが、非常に好評を受けた。1703年から1741年の間に、フランス語、英語、オランダ語、ドイツ語の版を含む、20を超える版が発行された。 

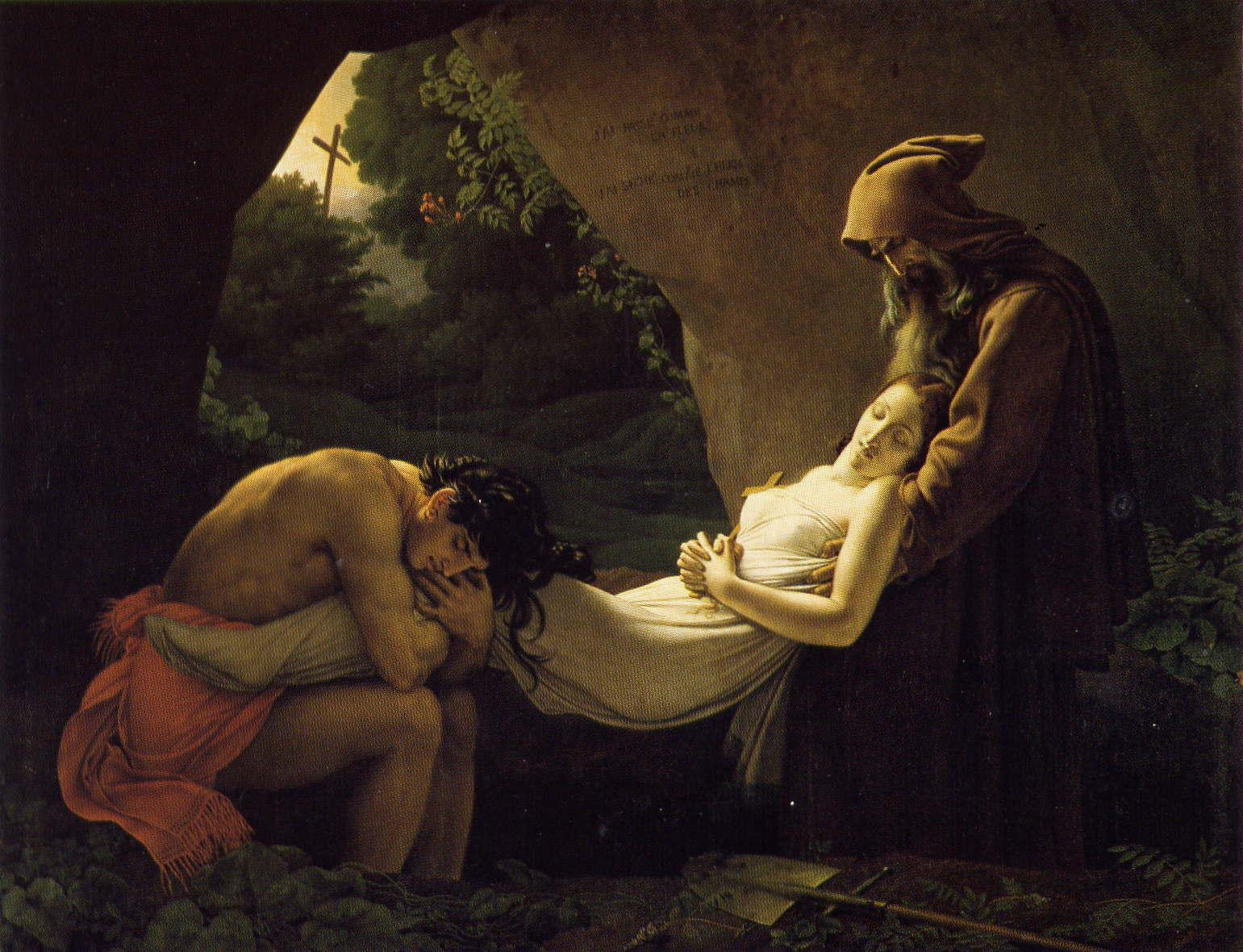
『アタラの埋葬』, by ジロデ・トリオゾン, 1808年 – ルーブル美術館蔵

18世紀のベストセラーの1つであったレイナルの本の中で最も扇動性のある箇所の多く、特に西半球に関する箇所は、実際はドゥニ・ディドロによって執筆されたことが現在は解っている。イギリスの研究者ジョナサン・イスラエルの『Democratic Enlightenment: Philosophy, Revolution, and Human Rights』の書評において、ジェレミー・ジェニングスは、『The History of the Two Indies』に関するジョナサン・イスラエルの見解「既存の秩序に対する最も壊滅的な一撃」から派生して「世界革命を起こした」と述べている。
18世紀後半に出版された、ジェームズ・クック船長とルイ・アントワーヌ・ド・ブーゲンビルの航海の記録を呼んだ人々は、未だキリスト教化されていない南洋に存在する、未だ汚されないエデンの園を垣間見るような気持ちになった。その人気は、ディドロの『ブーガンヴィル航海記補遺』（1772）に影響を与え、その中でディドロはヨーロッパの性的偽善と植民地搾取を痛烈に批判している。
<！--

## 現代における「高貴な野蛮人」の描写
デイリー・テレグラフ紙の批評家Tim Robeyらによると、工業化されていない異国情緒あふれる人々をロマンチックに理想化したような描写が、現代の人気映画においても根強いとのことで、その例としてローン・レンジャーやダンス・ウィズ・ウルブズが挙げられている。